# Степной (Новопокровский район)
Степной — посёлок в Новопокровском районе Краснодарского края.
Входит в состав Покровского сельского поселения.

## География

### Улицы
- пер. Новый,
- пер, Полевой,
- ул. Северная,
- ул. Советская,
- ул. Центральная.

## Население
| 2002 | 2010 |
| ---- | ---- |
| 254  | ↘161 |